# Thelairosoma fumosum
Thelairosoma fumosum är en tvåvingeart som beskrevs av Villeneuve 1916. Thelairosoma fumosum ingår i släktet Thelairosoma och familjen parasitflugor. Inga underarter finns listade i Catalogue of Life.